# Liolaemus rabinoi
Liolaemus rabinoi (lagartija del Nihuil) es una especie de lagarto de la familia Liolaemidae, endémica de la provincia de Mendoza, Argentina.
Su nombre está dedicado al Sr. Rabino quien la descubrió y aportó datos ecológicos para su descripción por J.M. Cei.
Es un reptil de pequeño tamaño (longitud hocico-cloaca: 60 mm) muy poco conocido. Fue descripto para las costas arenosas del embalse El Nihuil dentro de un paisaje rocoso, a 1800 m s. n. m. en la provincia de Mendoza. Durante años se lo creyó extinto y luego de 35 años de búsqueda fue redescubierto en 2010 por un grupo de herpetólogos (C. Abdala, R. Semhan, A. Laspiur y J. L. Acosta) en un sistema de dunas a 10-15 km. hacia el sureste de la localidad tipo a 1400 m s. n. m.

## Distribución geográfica
Aparentemente la población de la localidad tipo está extinta, y actualmente la especie sólo ocupa las dunas al SE del embalse El Nihuil, San Rafael, provincia de Mendoza, Argentina.
La zona pertenece a la provincia fitogeográfica del Monte y consiste en un paisaje heterogéneo de parches de pastizales de Sporobolus rigens y Panicum urvilleanum que alternan con Suaeda divaricata y Hyalis argentea.

## Estado de conservación
Es la especie de lagartija más amenazada de Argentina, siendo la única categorizada como especie En Peligro (la máxima categoría de amenaza a nivel nacional) por la Asociación Herpetológica Argentina (AHA).
La Unión Internacional para la Conservación de la Naturaleza (IUCN) la considera especie En Peligro Crítico (Critically Endangered).
El hábitat de esta especie está fuertemente amenazado, especialmente por el uso intensivo de vehículos doble tracción. Los médanos donde habita Liolaemus rabinoi son utilizados para realizar competencias provinciales, nacionales e internacionales como el Rally Dakar.
La especie se considera vulnerable a la modificación de su hábitat, por esta razón y por su distribución restringida (inferior a 6 km²), así como el decrecimiento del número poblacional es que ha alcanzado las mencionadas categorías de amenaza.
Se han propuesto acciones de conservación como detener la circulación de vehículos de doble tracción en los médanos donde habita la única población conocida de L. rabinoi, incorporar dicha zona como área natural protegida por parte del gobierno de Mendoza, desplazar individuos a un área más segura y realizar campañas de educación ambiental en la zona.

## Ecología
Es estrictamente arenícola. Sólo se observaron individuos de L. rabinoi de 10:00 a 12:00 h. en las partes más altas de las dunas, refugiándose semienterrados bajo los parches de H. argentea cuando la temperatura del sustrato superaba los 60 °C durante las horas más cálidas del día (13.00-15.00 h).
Pueden excavar en la arena para escapar de los depredadores. Otro comportamiento defensivo consiste en incrementar su volumen inflando los pulmones hasta que el cuerpo se vuelve globoso, un comportamiento conocido para las especies de Phymaturus, pertenecientes a la misma Familia Liolaemidae.
Es una especie insectívora. Un análisis de dieta preliminar basado en muestras de heces reveló que L. rabinoi se alimenta principalmente de hormigas (76%), hemípteros (14,2%) y coleópteros (9,5%)-
Coexiste con otras especies de lagartijas como Liolaemus grosseorum, L. gracilis, Pristidactylus fasciatus, Leiosaurus bellii y Homonota darwinii.
Su reproducción es ovípara.